# 푸에르토리코 요리

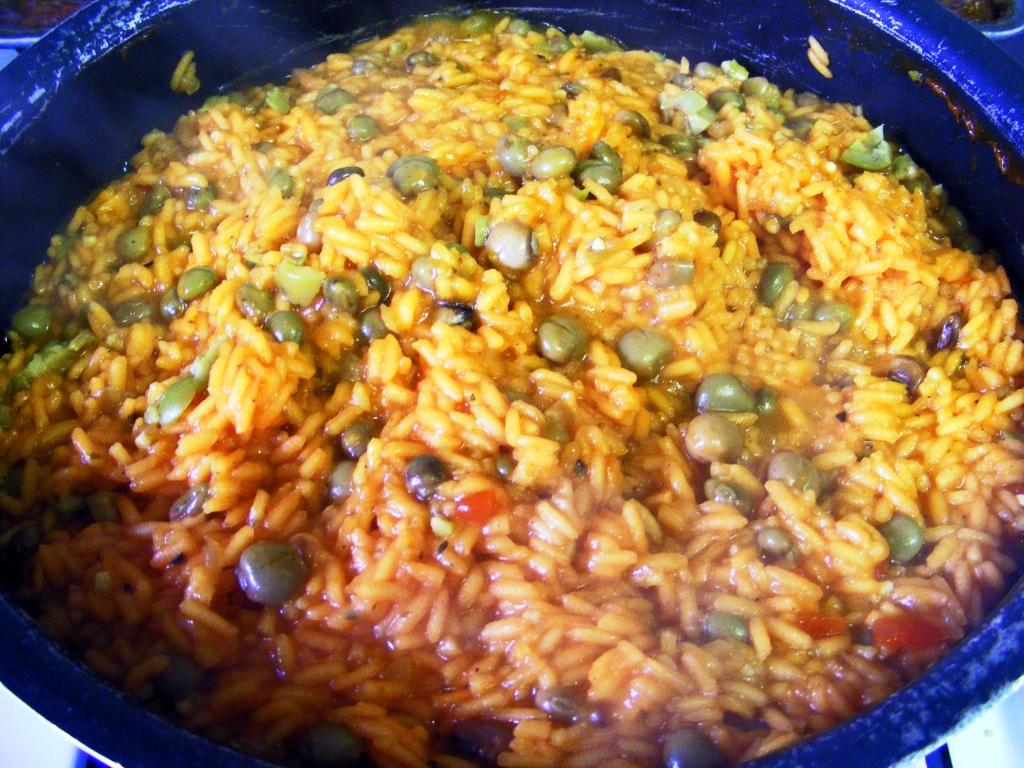
아로스 콘 간둘레스

푸에르토리코 요리(Puerto Rico 料理, 스페인어: cocina puertorriqueña 코시나 푸에르토리케냐[*])는 카리브 지역에 있는 푸에르토리코의 요리이다. 스페인 요리에서 기원한다. 미국과도 다르며 라틴 국가들과도 사뭇 다른 형태의 요리 양상을 띤다.

## 역사
스페인과 멕시코, 아프리카, 중앙아메리카, 남아메리카 음식이 이제껏 많은 영향력을 끼쳐왔다. 몇몇 음식은 토착민이었던 타이노 인디언의 음식 문화도 나타난다.

### 타이노 원주민의 영향

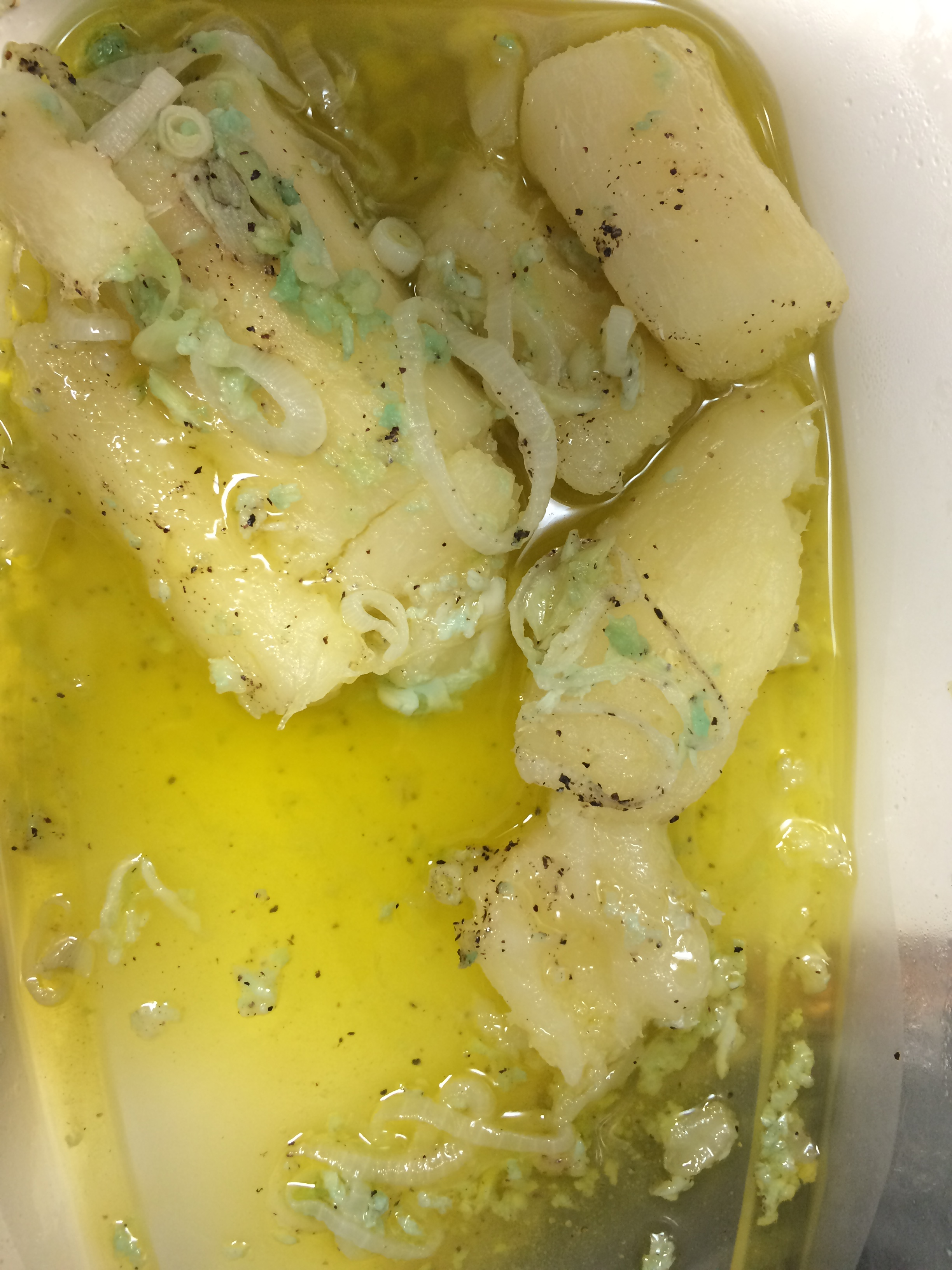

타이노 원주민의 식단은 열대기후에 적응한 것으로서 유카로 만든 카사베(casabe)가 대표적이다. 고추인 아히, 파인애플, 구아바, 자두 등을 많이 쓴다. 타이노 원주민들은 전통적으로 옥수수와 유카를 재배했다.

### 스페인의 영향
스페인 음식의 영향이 아주 강하다. 호밀빵, 쌀, 올리브, 후추.양파, 마늘, 바질, 오렌지, 포도류의 과일, 햄, 쇠고기, 닭고기, 치즈, 식초, 절인 대구 등은 대개 스페인에서 전해진 요리이다.

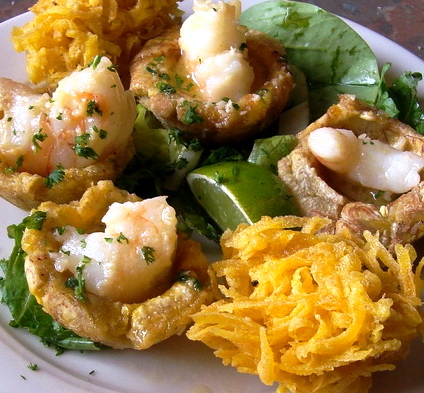

### 아프리카의 영향
바나나 등이 아프리카 노예를 통해 푸에르토리코로 유입되었다. 아프리카 요리법 중 튀김 방식이 현재도 많이 남아 있다. 요리용 바나나인 플랜틴을 두 번 튀겨낸 것을 토스톤(tostón)이라고 한다. 냄비에 스튜나 쌀 요리를 해서 먹는 요리 또한 아프리카에서 유래한 요리법인 것으로 전한다.

### 미국의 영향
미국의 준식민지로서 미국 패스트푸드 영향을 받았다. 

## 푸에르토리코의 요리
대부분의 푸에르토리코 요리는 많은 향신료를 뿌린다. 그렇게 맵지는 않지만 멕시코나 인도, 중국산 재료나 요리의 영향으로 향신료가 많이 소비된다. 뿐만 아니라 양파나 마늘, 토마토, 베이컨을 이용하여 만드는 이탈리아식의 요리법도 흔하다.

## 기념일
- 칠면조 : 11월에서 1월에 이르기까지 푸에르토리코 사람들은 많은 파티가 있으며 큰 저녁 파티를 한다. 대개는 추수감사절 때 먹는 것처럼 칠면조를 내놓고 먹는다. 때로는 돼지고기 요리도 먹는다.

- 코키토(Coquito) : 크리스마스 때가 되면 마시는 푸에르토리코의 음료이다. 럼과 설탕, 계피, 코코널 밀크로 만든 진하고 단 음료이다.

## 같이 보기
- 미국 요리